# オルジャ作戦
オルジャ作戦（英語：Operation Alljah）は、2007年6月16日から8月14日にかけて、アメリカ海兵隊を中心とするイラク多国籍軍（Multi-National Force – Iraq）がファルージャ周辺を確保するために敢行された作戦である。ファントムサンダー作戦の一環として行われたこの作戦は、2006年に成功したラマーディーでの作戦をもとにしたもので、近隣のアル＝カルマの町の反乱軍も標的にされた。

## 計画・前史
作戦の戦略は、ラマーディーでの成功例がベースになっている。ファルージャは11の区画に分けられ、イラク人警官の部隊が個別に管理した。アメリカ軍の司令官は、イラク人を主導役に据え、イラク多国籍軍を支援するように努めた。また、連合軍は市街地の各区を分離し、指名手配人の移動を阻んだり、トラブルの起こった地域を隔離したりして地域を孤立した各区域により対処しやすくするため、市街地間のアクセスポイントを限定して障壁を設置した。
各区には、作戦基地として定めたされた建物があり、そこでは民間人が食料や限られた損害補償、身分証の受け取りなどのさまざまなサービスを受けることができるようになっていた。さらにこれらの建物は、めいめいの地区にあるイラク警察の募集センターでもあり、各区本部ではIDカードが発行されていた。IDカードにより、検問所を通過する手間が省かれただけでなく、市内での容疑者の追跡も容易になった。

## 作戦

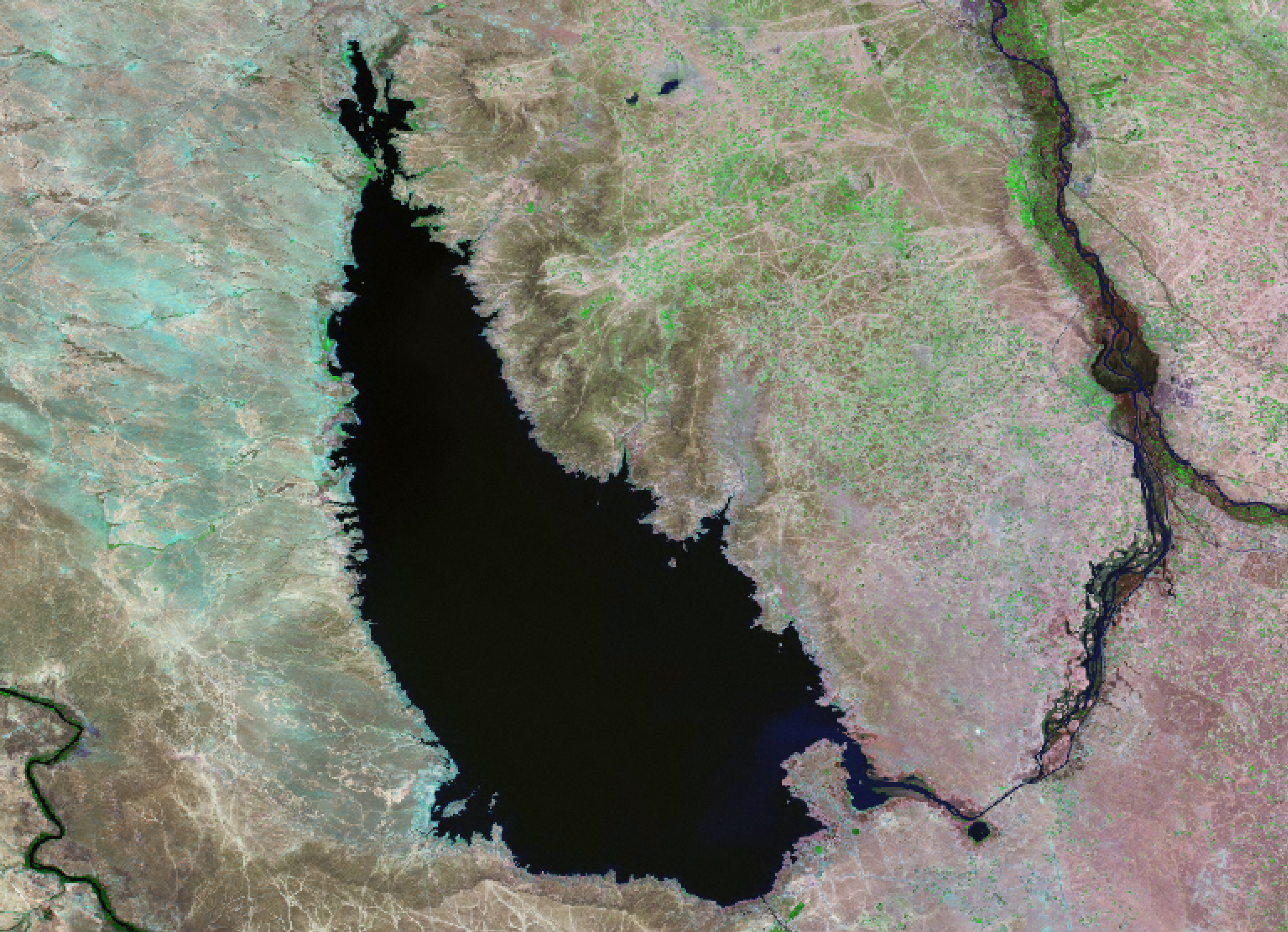
タールタール湖の空撮写真

西部のアンバール県では、ファルージャ、アル＝カルマ、タールタール湖（Lake Tharthar）の諸地域を対象に、武装勢力の補給線と武器庫を攻撃した。作戦の指揮官は、ファルージャは8月までに、カルマとターサルは7月までに一掃されるとの見通しを表明した。
6月17日、アル＝カルマ付近の襲撃でリビア人のアルカイダ戦闘員とその補佐官6人が死亡、同月21日、同じくカルマ付近の早朝の襲撃でアルカイダのメンバー6人が死亡し、5人が拘束された。武装勢力もファルージャで反撃を開始。6月22日、自爆テロ2件と非番の警官の襲撃事件を起こし、後者では警官4人を死亡させた。また6月23日には、米軍の空爆により、ファルージャ近郊で容疑者5人が死亡し、自動車爆弾を破壊した。29日、米軍はファルージャの東でアルカイダの上級指導者を殺害した。7月6日、ファルージャ西部の急襲により、アルカイダ・イン・イラクの大隊長とその部下2人が殺害され、さらに2人の反乱軍が捕らえられた。8月14日、ファルージャの海兵隊は、ファルージャの治安維持を完全に地元警察に正式に引き渡した。同日を以て、ファントムサンダー作戦もその全工程を終了した。
作戦に参加した部隊は以下の通りである。
- 第6海兵連隊（英語版）
  - 第6海兵連隊第2大隊（英語版）
  - 第6海兵連隊第3大隊（英語版）
  - 第7海兵連隊第2大隊（英語版）
- 第2戦車大隊（英語版）B中隊
- 国防総省治安部隊、戦術対応チーム
- 第2海上物流団（2nd Marine Logistics Group）
- 第10海兵連隊第5大隊（英語版）市民問題グループ
- 第509落下傘歩兵連隊（英語版）第3大隊

## ギャラリー

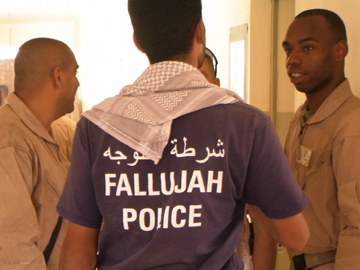
第6海兵連隊第2大隊（2nd Battalion, 6th Marines）がファルージャの現地警察と協力して最初の地区を確保する様子。